# Lloyd Mondory
Lloyd Mondory (ur. 26 kwietnia 1982 w Cognac) – francuski kolarz szosowy, zawodnik profesjonalnej grupy Ag2r-La Mondiale. W gronie profesjonalistów ściga się od 2004.